# Alexander Jewgenjewitsch Jakowlew

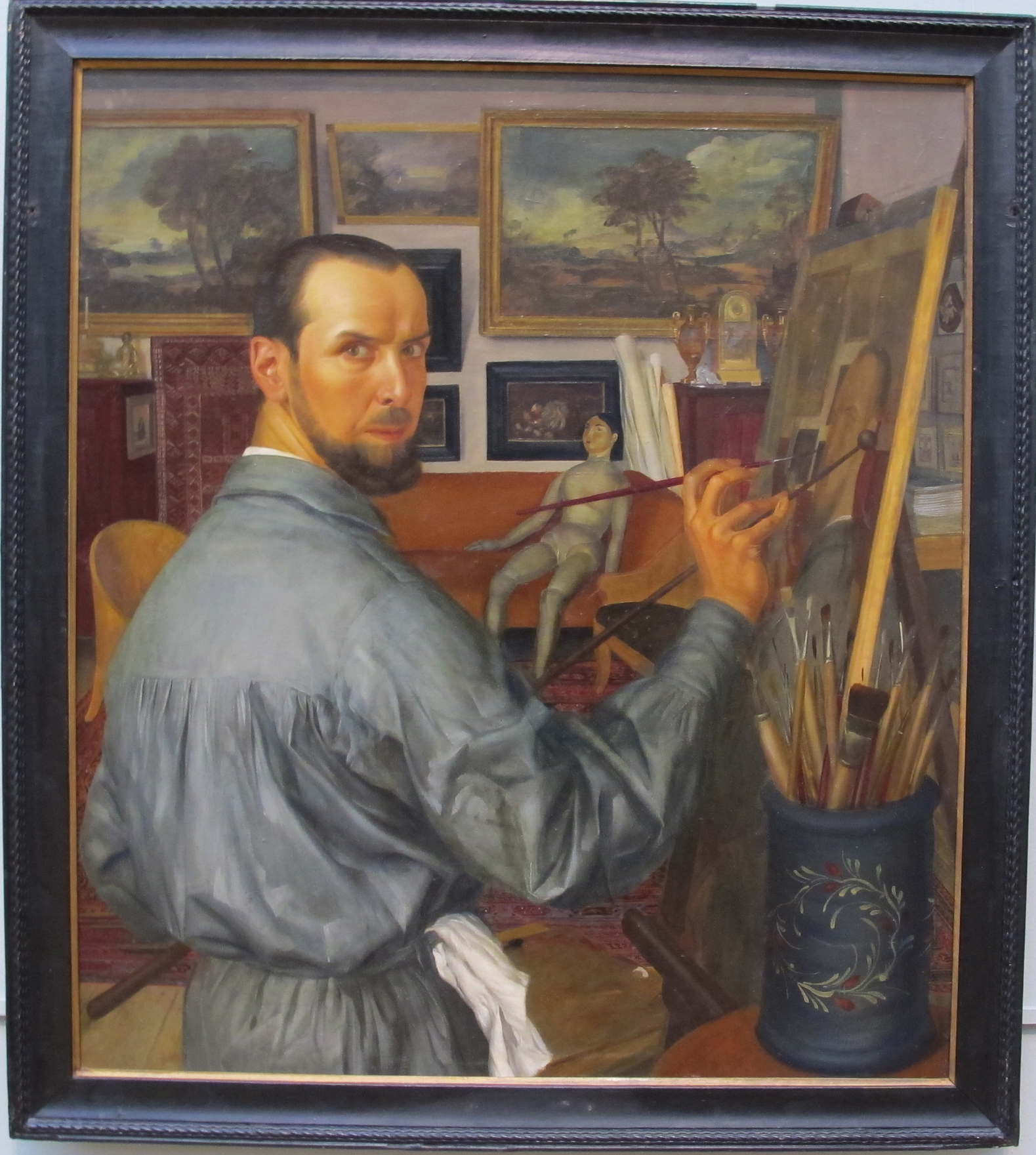
Selbstbildnis, 1917

Alexander Jewgenjewitsch Jakowlew, russisch Александр Евгеньевич Яковлев, (* 3. Junijul. / 15. Juni 1887greg. in Sankt Petersburg, Kaiserreich Russland; † 12. Mai 1938 in Paris, Frankreich) war ein russisch-französischer Maler, Zeichner und Designer.

## Leben
Jakowlew war der Sohn eines Ingenieurs der russischen Marine und einer Mathematikerin. In den Jahren von 1905 bis 1913 studierte er an der Russischen Kunstakademie seiner Heimatstadt, unter anderem bei Dmitri Nikolajewitsch Kardowski. Bereits in seiner Studienzeit wurden Werke von ihm in russischen Zeitschriften veröffentlicht. Er wurde nach seiner Studienzeit Mitglied der Künstler- und Ausstellungsvereinigung Mir Iskusstwa.
1913 erhielt Jakowlew ein Reisestipendium für Studien im Ausland. Mit seinem Studienfreund Wassili Iwanowitsch Schuchajew bereiste er bis zum Ausbruch des Ersten Weltkriegs Italien und Spanien. 1915 stellte er bei der Ausstellung von Mir Iskusstwa in Sankt Petersburg aus und erhielt sowohl Lob als auch Kritik für seine Arbeiten. In den nächsten Jahren befasste er sich unter anderem mit Rötelzeichnungen und Fresken für Innenräume und gab Lesungen bei den Architektenkursen für Frauen. Mit Schuchajew, Kardowski und Nikolai Ernestowitsch Radlow gründete er seine eigene, Petersburger Lukasgilde.
Im Sommer 1917 bekam Jakowlew ein Stipendium für eine Studienreise in den Fernen Osten, die ihn innerhalb von zwei Jahren in die Mongolei, die Republik China und das Japanische Kaiserreich führte. Nach der Oktoberrevolution in Russland 1917 ging er nach Frankreich, wo er die französische Staatsangehörigkeit annahm. Seine von ihm geschiedene Frau nahm sich 1929 in Berlin das Leben.

## Citroën-Expeditionen
1924/25 bereiste Jakowlew für die Automobilfirma Citroën als künstlerischer Berater der Croisière Noire die Sahara und Äquatorialafrika. Von den beiden Expeditionsleitern Georges-Marie Haardt und Louis Audouin-Dubreuil zeichnete er Porträts während dieser Automobilexpedition, die bis nach Antananarivo auf Madagaskar führte. Seine in der Folgezeit entstandenen Gemälde führten dazu, dass er zum Mitglied der französischen Ehrenlegion berufen wurde. 1928 hatte er eine große Ausstellung in Moskau.
Eine weitere Expedition der Firma Citroën, die Croisière Jaune führte Jakowlew in den Jahren 1931 und 1932 von Beirut durch Syrien, über den Iran und Afghanistan bis in die Mongolei und nach China. Seine Aquarelle, Zeichnungen und Gemälde nach dieser Expedition waren sehr oft im Stil des Orientalismus gehalten. Zu den Aquarellen von dieser Reise gehört unter anderen ein Porträt des Mīr von Nagar im Himalaya.

## Letzte Jahre
Von 1934 bis 1937 war Jakowlew Leiter der Abteilung Malerei an der Kunstschule des Museum of Fine Arts, Boston in Massachusetts, USA. Er kehrte nach Frankreich zurück und lebte auf der Insel Capri und in Paris. Dort starb er 1938 an den Folgen einer Operation.